# Allobates mandelorum
Allobates mandelorum är en groddjursart som först beskrevs av Schmidt 1932.  Allobates mandelorum ingår i släktet Allobates och familjen Aromobatidae. IUCN kategoriserar arten globalt som starkt hotad. Inga underarter finns listade i Catalogue of Life.